# Linneryd
Linneryd är en tätort i Tingsryds kommun i Kronobergs län och kyrkby i Linneryds socken.  Här  finns Linneryds kyrka. Den äldre kyrkan byggdes 1304 men blev för liten och 1797 byggdes en ny. Strax öster om Linneryds samhälle ligger Ljuva mons naturreservat som i öster och väster begränsas av Rolsmosjön och Linnerydssjön.

## Historia
I Linneryds by har det bott folk länge. Det finns arkeologiska fynd från stenåldern, bland annat har man hittat yxblad. Vackert utsirade stenar som använts till sländtrissor har också hittats.

### Köping
På 1590-talet bryts Södra Sandsjö ut från Linneryds socken. Linneryd fick 1620 rättigheter som lydköping under Kalmar stad men köpingsverksamheten kom att upphöra efter en tid.

### Ny kyrka byggs 1797
Historiskt kartmaterial visar hur den omgivande miljön var under 1700-talets senare del. Byn består av Prästgården och de fyra hemmanen Norregård, Södregård, Östregård och Västregård. Närmast gårdarna ligger inägorna med åkrar och ängar, längre bort tar utmarken och skogen vid.  Stora delar av marken brukas gemensamt av bönderna i byn. Inägorna, det vill säga åker och äng, är stängslade för att hindra såväl vilda som tama djur från att äta upp grödorna. Behovet av en ny kyrka verkar stå klart men det blir mycket diskussion kring hur bygget ska finansieras. 1797 byggs en ny kyrka.

### Kyrkstallarna
Varje by underhöll sitt kyrkstall. Vid kyrkbygget samlades kyrkstallarna i sin nuvarande L-form. Stallarna låg spridda över hela stallplanen samt vid vägen. De gamla kyrkstallarna var knuttimrade och timmerstockarna återanvändes vid nybygget. Stockarna klövs till plank och stallarna byggdes i skiftesverk.  I skiftesverk läggs plank mellan pålar och infogas i spår i knutarna.

### Sockenmagasin - en tidig försäkringslösning
När den nya kyrkan byggts fick den gamla kyrkan nytt liv som sockenmagasin. Det är lite oklart när detta senare hus uppfördes. Magasinet  kanske byggdes samtidigt som den nya kyrkan, eller  fick ödekyrkan  stå och förfalla de närmaste decennierna och att magasinet byggdes någon gång på 1840-talet. Magasinet var låst med tre nycklar. Dessa fanns hos tre olika personer, vilka alla måste närvara för att magasinsdörren skulle kunna öppnas. Bönderna fick låna spannmål mot en räntekostnad. För en tunna säd betalades en halv skäppa i ränta när den nya skörden bärgats.  Gumme Olsson, som startat färgeriet på Korrö, åtog sig ansvaret för byggandet. Sockenmagasinet lär ha fått samma mått som den gamla kyrkans långhus. För att få god ventilation i sädesförvaringen byggdes 28 stycken ventilationsluckor. Hur länge magasinet användes som spannmålsmagasin är oklart. Behovet avtar gradvis och ersätts med andra lösningar. Sedan 1941 driver hembygdsföreningen museum i magasinet. Där finns bland annat en utställning med fornfynd från trakten.

### Sockenstugan
Sockenstämman var kyrkans beslutande organ och prästen dess självskrivne ordförande. Under 1700-talet var det till största del kyrkliga frågor på dagordningen. Stämman avgjorde även i frågor som rörde exempelvis skola och fattigvård. I takt med att befolkningen i landet växte, blev fattigvården en alltmer betungande uppgift. Den 6 december 1787 antecknar prästen Ruda att kassan omfattar en summa av 34 riksdaler 9 skilling och 5 runstycken. Omvandlat till dagens pengavärde motsvarar det ungefär 10 000 kronor. Under 1800-talet fick sockenstämmorna allt större inflytande. Många byar hade splittrats genom skiftesreformerna, vilket medförde att bystämmorna minskade i betydelse. Alla fick dock inte delta i besluten på sockenstämman. Av tradition var det enbart skattebönder, kronobönder och adel som hade rösträtt. 

### Skolan
Sockenstugan har också fungerat som skola. Linneryds socken var tidig med allmän skolundervisning. I Linneryds socken hade dock ambitionerna om god läskunnighet funnits länge.  Prästen Ruda inrättade en bokfond. Katekeser och psalmböcker köptes in och delades ut till de fattigaste barnen i socknen. Vid de årliga husförhören prövades sockenbornas förmåga att läsa och förstå de kyrkliga skrifterna. Den första mer långvariga läraren i socknen blev Per Holm, som skulle komma att undervisa i 42 år. 1825,året efter hans  tillträde införde kyrkostämman allmän skolplikt för alla socknens barn. Först 17 år senare, år 1842, kom den nationella folkskolestadgan.  På 1860-talet beslutas att det ska uppföras särskilda skolbyggnader i socknen och 1867 står åtta nya skolhus färdiga.

### Grundplåt till Linneryds sparbank
När man öppnade bank i sockenhuset. För att få pengar till bankens grundfond beslutade man 1873 att från magasinets lager sälja 676 kubikfot spannmål, det vill säga drygt 19 kubikmeter. I sockenstugan hystes under 30 års tid sockensparbanken. Banken var ett initiativ av bland annat, riksdagsmannen Johan August Sjö. Kontoret låg i den stora kommunalsalen. Det byggdes också ett bankvalv.

### Skiftesreformen i Linneryd
I Linneryd genomfördes första skiftesreformen,  utägorna storskiftades mellan 1786 och 1791. Först vårderades lantmätaren markområden och fastställde värdet på dem. Därefter tilldelades alla hemman mark efter sin storlek. Ett sextiotal  skiften knappt hälften så många. Ofta uppstod tvister. Ett exempel i Linneryd: Knapenäsborna, vars hemman i norr gränsade till Linneryds by, menade att mark som tilldelats Västregård, Östregård och Norregård skulle betraktas som skog. Linneryds by menade att de var inägor. Jorden i Linneryds by ägdes av kronan, det vill säga staten, och det var till kronan som arrendet betalades. Brukaren av Västregård, Petter Andersson, hade tagit starka intryck av Mackleans idéer. När det var dags att storskifta inägorna, det vill säga åker och äng, ansökte Petter istället om enskifte. Efter en lång tvist  var 1827  storskiftet genomfört i Linneryds by.Laga skiftesstadgan var omfattande och kom att gälla nästan hela landet. Den nya förordningen var  tydlig och gav inte heller utrymme för lokala tolkningar. Det räckte med att en bonde i byn ville ha laga skifte för att det skulle genomföras. Om det ansågs nödvändigt ,flyttades gårdar ut från byarna. Målet var att varje gård inte skulle ha mer än tre skiften. I Linneryd kom laga skifte att genomföras sent, mellan 1920 och 1930. Det skulle drivas ända upp i högsta domstolen för att till sist vinna laga kraft

## Samhällsservice i det moderna Linneryd

### Skolan
Skolan byggdes 1957 och blev centralskola för Linneryds församling. Linnerydskolan är idag en F-6 skola.  Läsåret 2019-2020 går det ca 85 barn på skolan. Den ligger vackert med närhet till både vatten och natur. På Linnerydskolan bedrivs undervisning från förskoleklass upp till år 6. Inom skolans område bedrivs undervisning även i idrott och textil- och träslöjd. Elevgrupperna är indelade på följande sätt i fem grupper:  F-klass, Klass 1, Klass 2-3,  Klass 4, Klass 5-6

### Barnomsorg och äldreomsorg
I Linneryd finns det förskola med 3 avdelningar. Barnomsorgen ingår Föräldrarföreningen i Linneryd. Carolin Gunnarsson är ordförande i föreningen. Äldreboenset Lindegården lade Tingsryd kommun ner och det byggdes om till lägenheter.

### Biblioteket
Biblioteket i Linneryd lades ner av Tingsryds kommun 2016 och ersattes med ett utlämningsställe. Linnerydsborna gav sig inte med det utan ville starta ett föreningsbibliotek. Samma sak gjorde man i Urshult. Folkbiblioteket i Linneryd lades ned. men nu finns böcker att låna två timmar om dagen på Lindegården, tack vare en privatperson.

### Affären och bensinmack
2005 hotades affären i Linneryd av konkurs.  Affären i Linneryd fickdå 170 000 kronor i servicebidrag av länsstyrelsen. Därmed klarar sig butiken från konkurs.  Jag känner stor lättnad, men nu måste alla hjälpas åt för att affären ska överleva även på sikt, säger handlaren Linda Wallin-Hultén 2005. 2009 lades ändå affären ned. Sedan september 2009 var Linneryd utan dagligvaruhandel med allt vad det innebär i utebliven service såsom post, bank, apotek och spel. Drivmedelspumpen lades ner redan på våren samma år. Sockenrådet arbetade fram en lokal utvecklingsplan med kommunen och fick till en drivmedelspump, som invigdes av landshövdingen den 29 januari 201t. Mackägaren, Runes bensin, fick erfara att tankarna är för små och fordrar ständiga påfyllningar. Tingsryds kommun byggde sedan den nya butiken granne med drivmedelspumpen.  Linneryds arbetsgrupp fyllde en buss med Linnerydsbor och åkte på studiebesök till Agunnaryds butik i oktober 2009. Affären i Linneryd byggdes nu efter de ritningarna man har haft i Agunnaryd. Sockenrådet bjöd in till stormöte den 11 juli 2011. Det var fullsatt salong, och engagemanget för att få egen butik överträffade allas förväntningar. Mötet klarade att finansiera 60 000 kr/år i fem år, alltså 300 000 kronor, som sockenbor ställde upp på att sponsra. Allt hårt arbete kröntes med stor framgång 2 juni 2012 invigdes den nya butiken. På 3 år lyckades sockenrådet att få till finansiering och byggnation av en helt ny butik som ett år efter invigning gick mycket bra.

## Föreningar

### Sockenrådet
Linneryds sockenråd består av flera föreningar ca 20 st. Sockenrådet  träffas 5 gånger om året. Viktig verksamhet brukar vara skolan, grannsamverkan, affären,kommunikationer vägarna. För några år sedan medverkade Sockenrådet i Linneryd till att vi fick en mycket fin nybyggd affär i Linneryd. Sockenrådet i Linneryd anordnar var tredje år en Linnerydsdag med teater, festtält, marknad mm. Sockenrådet är med i aktiviteter inom skolan, andra föreningar, fiber till hushållen i Linneryd, Sockenrådet har möten med Tingsryds kommun, anordnar  aktiviteter som musikquiz, julmarknad, välkomstträff för nyinflyttade. Arbetet syftar till att  Linneryds socken ska bli attraktiv och levande.

### Idrottsföreningen
I byn finns fotbollsföreningen FK Älmeboda/Linneryd som 2019 spelar i Division 2 östra Götaland.
Fotbollsklubben Älmeboda/Linneryd är sedan 1994 en sammanslagning av Linneryds AIF (grundad 1935) och Älmeboda IF (grundad 1946). Redan långt tidigare hade det förstås spelats "byafotboll" på ängar och betesvallar i de två grannsocknarna. Att den nya klubbens namn gav företräde åt Älmeboda var helt enkelt ett förbundskrav då Älmeboda IF vid sammanslagningen hade en högre position i seriesystemet än Linneryds IF.

### Badhusföreningen
Linneryds badhus byggdes 1966  men då fanns det flera mötesplatser i Linneryd. 2019 finns fortfarande badhuset kvar medan mycket annat har försvunnit. Badhuset har hotats av nedläggning, första gången var det 2003. Då bildades Linneryds bad- och motionsförening, i 7 år drevs verksamheten av föreningen medan Tingsryds kommun ägde fastigheten och betalade driften. 2010 fick föreningen ett ultimatum från kommunen, överta badhuset eller så läggs verksamheten ner. Kostnaden för badhuset är cirka 180 000 kronor per år. Vi fick ett driftbidrag från kommunen på 70 000 kronor per år men trots detta är det ganska mycket pengar som saknades för att badhuset skulle gå runt. Från 1 september 2010 driver vi badhuset och står själva för kostnader utöver driftsbidraget .2019 var det 336 medlemmar i föreningen. 

### Linneryds hembygdsförening
Bildades 1938 och har egen hembygdsgård i de gamla kyrkstallarna sockenstugan och sockenmagasinet. Linneryds hembygdsmuseum är inrymt i kyrkstallarna, som rymde över 200 spiltplatser, byggdes på 1860-talet och ägdes av bönderna, som höll dessa i stånd. Sockenstugan byggdes samtidigt och inrymde samlingssal, skollokaler och bostäder för lärare. Stallarna förföll alltmer efter 1920-talet. År 2000 fick hembygdsförening dispositionsrätt till stallbyggnaderna för att inrätta ett hembygdsmuseum. Kostnaderna löstes med privat sponsring och offentliga medel som uppgick till ca. 3 miljoner. I museet finns utställningar om kyrkomiljön, skolmiljön, lanthandel, hemmiljö, jord och skogsbruk, skomakeri, borstbinderi, snickeri, bykmiljö mm. I Linneryd finns en marknadsplats med träbodar där det organiseras en marknad av Linneryds Hembygdsförening. Linneryds hembygdsbok har getts ut sedan 1973 om man inte räknar : Linneryds kommun åren 1863–1951. En historisk återblick av Martin Sjöstrand somkom ut 1954 som första årgången.

### Kyrkvikens park & fiskevårdsförening
Mikael Kamph är ordförande i Kyrkvikens park- och fiskevårdsförening, Föreningen grundades 1988 för att rädda kyrkviken. Den igenväxta viken (avskild från Linnerydssjön) pumpades torr 1988. Två pumpar som orkade med 2400 minutliter vardera tömde viken på 129 dagar. Rensningsarbetet började den 13 oktober 1988 och var klart åtta dagar senare. Redan till jul hade sjöns källådror fyllt viken med sina 40 000 kvadratmeter och som mest tre meters djup. Det om skönheten. Nu till krämpan. Några år efter restaureringen kom vattenpesten, det vill säga vattenväxten Elodea canadensis som trivs i dammar och förstör dem. Ännu en gång tömdes viken på vatten och med krattor samlade folk ihop växtslamsor. Det var år 2006. Förhoppningen var att denna satsning räddade viken. Men vattenpesten är tillbaka. I parken firar man midsommaren i Linneryd.

### Mindre föreningar
I anknytning till skolan finns en föräldraförening som står för barnomsorgen i samhället. Röda korset har en förening. IOGT NTO Linnéan finns kvar i Linneryd. IOGT-NTO Linneán startades 1926 och har sitt säte i Linneryd där de även äger en fastighet, Bygdegården, där det är verksamhet i året om. Linneryds föreläsningsförening grundades 1955. Föreläsningar hålls oftast på Bygdegården som ägs av IOGT. Linneryds kvinnoförening för samhällets bästa bedriver social verksamhet i samhället. Linneryds pensionärs och trivselförening heter ortens pensionärsförening. LRF har en lokalförening liksom Centerpartiet. Det finns en frikyrkoförsamling på orten förutom svenska kyrkan. Linneryd  har också en  scoutkår.

## Industri
Linneryds största och dominerande arbetsgivare är ett sågverk. J G Anderssons Söner AB är ett privatägt sågverk med tradition för tillverkning och försäljning av sågade och förädlade trävaror av hög kvalitet. Företaget startades 1928 av Johan Gustaf Andersson och hans hustru Olivia, och idag drivs sågverket av tredje och fjärde generationen Andersson. JGA producerar 220 000 m³ sågat virke per år. Sågverket förbrukar 380 000 m³ råvara som köps in från privata skogsägare och andra leverantörer. Virket levereras huvudsakligen via återförsäljare till industrier och byggarbetsplatser i Sverige och Europa, Ca 60% av produktionen exporteras.

### Befolkningsutveckling
| Befolkningsutvecklingen i Linneryd 1960–2020 | Befolkningsutvecklingen i Linneryd 1960–2020 | Befolkningsutvecklingen i Linneryd 1960–2020 | Befolkningsutvecklingen i Linneryd 1960–2020 | Befolkningsutvecklingen i Linneryd 1960–2020 |
| -------------------------------------------- | -------------------------------------------- | -------------------------------------------- | -------------------------------------------- | -------------------------------------------- |
|                                              |                                              |                                              |                                              |                                              |
| År                                           |                                              |                                              | Folkmängd                                    | Areal (ha)                                   |
| 1960                                         | 1960                                         |                                              | 384                                          |                                              |
| 1965                                         | 1965                                         |                                              | 437                                          |                                              |
| 1970                                         | 1970                                         |                                              | 474                                          |                                              |
| 1975                                         | 1975                                         |                                              | 533                                          |                                              |
| 1980                                         | 1980                                         |                                              | 583                                          |                                              |
| 1990                                         | 1990                                         |                                              | 595                                          | 100                                          |
| 1995                                         | 1995                                         |                                              | 581                                          | 100                                          |
| 2000                                         | 2000                                         |                                              | 522                                          | 103                                          |
| 2005                                         | 2005                                         |                                              | 541                                          | 103                                          |
| 2010                                         | 2010                                         |                                              | 488                                          | 120                                          |
| 2015                                         | 2015                                         |                                              | 474                                          | 127                                          |
| 2020                                         | 2020                                         |                                              | 449                                          | 127                                          |
|                                              |                                              |                                              |                                              |                                              |

## Orten i media
- År 1959 gjorde Lasse Holmqvist en programserie På Luffen vars tredje avsnitt första säsongen bland annat behandlar Linneryds ålderdomshems "luffarhotell".[16]

- År 1962 gjorde journalisten Ingrid Samuelsson en dokumentärfilm om Linneryd: Så går en dag i Linneryd.[17][18]